# فارس کرم
فارِسْ کَرَمْ (۱۹۷۴) خوانندهٔ لبنانی است که در سبک دبکه و موسیقی لبنان تخصص دارد.